# David Atlee Phillips
David Atlee Phillips (* 31. Oktober 1922 Fort Worth, Texas; † 7. Juli 1988 Bethesda, Maryland) war ein US-amerikanischer Offizier der CIA, der er 25 Jahre diente.

## Kindheit und Jugend
Phillips besuchte das William and Mary College und die Texas Christian University. Seine Beziehungen zu den Nachrichtendiensten entwickelten sich während des Zweiten Weltkriegs, als er sich als Kriegsgefangener in Deutschland aufhielt.

## CIA-Karriere
Phillips trat der CIA 1950 als Teilzeit-Agent in Chile bei, wo er Besitzer und Herausgeber der South Pacific Mail war, einer englischsprachigen Zeitung, die in ganz Südamerika und auf einigen Inseln im Pazifik gelesen wurde. 1954 wurde er Vollzeitmitarbeiter und stieg bis zum Chef aller Operationen in der westlichen Hemisphäre auf. Er diente in erster Linie in Lateinamerika, darunter in Kuba, Mexiko und der Dominikanischen Republik. Einige Forscher vermuteten schon bald, dass Phillips den Decknamen „Maurice Bishop“ verwendete – nicht zu verwechseln mit dem ehemaligen Premierminister von Grenada, Maurice Bishop. Er verwendete das Pseudonym während der Arbeit mit Alpha 66, einer Organisation von Anti-Castro-Kubanern. Der Gründer von Alpha 66, Antonio Veciana, behauptete, bei einem seiner Treffen mit „Bishop“ sei 1963 auch Lee Harvey Oswald anwesend gewesen. Einige Beobachter stellten fest, dass Philipps der verantwortliche CIA-Offizier für Mexiko-Stadt war, als Oswald die Stadt besuchte.
Gaeton Fonzi, Ermittler in dem United States House Select Committee on Assassinations (HSCA), ist überzeugt, dass Phillips „Bishop“ war. In dem Bericht der Organisation von 1979 heißt es: „Der Ausschuss hat den Verdacht, dass Veciana log, als er bestritt, der pensionierte CIA-Offizier sei ‚Bishop‘ gewesen. Der Ausschuss ist der Meinung, dass Veciana ein Interesse hatte, seine Anti-Castro-Operationen zu erneuern, was ihn veranlasst haben könnte, seine Zusammenarbeit mit ‚Bishop‘ zu erweitern. Der pensionierte Offizier erregte den Verdacht des Ausschusses, als er erzählte, er würde Veciana als Begründer von Alpha 66 nicht kennen, zumal der Offizier tief in die Anti-Castro-Operationen der CIA involviert war. Außerdem erzählte ein ehemaliger CIA-Offizier, der in Miami tätig war, der pensionierte Offizier sei tatsächlich ‚Maurice Bishop‘ gewesen. Der Ausschuss befragte auch einen ehemaligen Assistenten des pensionierten Offiziers, der sich aber nicht erinnern konnte, dass sein ehemaliger Vorgesetzter jemals den Namen ‚Bishop‘ benutzte oder so bezeichnet wurde.“
Der Bericht fährt zu Vecianas Aussage über das Treffen fort: „In Ermangelung einer Bestätigung oder einer unabhängigen Begründung kann der Ausschuss daher nicht sagen, ob Vecianas Schilderung eines Treffens mit Lee Harvey Oswald zutrifft.“
Anlässlich des 50. Jahrestages der Ermordung Kennedys (2013) bestätigte Antonio Veciana in einem Brief an Gaeton Fonzi bzw. dessen Witwe, Dr. Marie Fonti, dass „Maurice Bishop“, den er im September 1963 mit Lee Harvey Oswald sah, tatsächlich David Atlee Phillips war.
Philipps hat vier Bücher veröffentlicht, die allerdings viele Fragen offenlassen.

## Werke
- The Night Watch: 25 Years of Peculiar Service, New York 1977
- The Carlos contract: a novel of international terrorism, New York 1978
- The Great Texas Murder Trials: A Compelling Account of the Sensational T. Cullen Davis Case, New York 1979
- Careers in Secret Operations: How to be a Federal Intelligence Officer, Frederick 1984